# Brachyptera transcaucasica
Brachyptera transcaucasica är en bäcksländeart som beskrevs av Zhiltzova 1956. Brachyptera transcaucasica ingår i släktet Brachyptera och familjen vingbandbäcksländor.

## Underarter
Arten delas in i följande underarter:
- B. t. turcica
- B. t. kykladica
- B. t. transcaucasica